# Castillo de Rupiá
El castillo de Rupià, antiguo palacio episcopal, es un edificio notable del gótico civil catalán y durante muchos siglos fue uno de los lugares de dominio del obispo de Gerona. Se encuentra en el término municipal de Rupiá, en la comarca del Bajo Ampurdán.

## Historia
En documentos de 1128 ya se nombra a Guerau de Rupià, del linaje que poseyó el dominio feudal del lugar.
Está documentado que el 5 de diciembre de 1268 Guillerma de Rupià vende al obispo Pere de Castellnou, pariente suyo, los castillos de Rupiá y Fonolleres por el precio de 34 000 sueldos barceloneses.
El 23 de mayo de 1269, el conde Ponce III de Ampurias cede al obispo Pere de Castellnou la jurisdicción civil y criminal del castillo de Rupiá sobre Rupiá, Ultramort y Parlabá, los hombres de iglesia de Fonolleres y la mitad de los hombres de Serra; a cambio, el obispo renuncia a la jurisdicción sobre Canet y Sant Iscle.
El 14 de julio de 1269, Arbert de Cros y otros hombres de Parlabá, reconocen al obispo Pere de Castellnou que su pueblo pertenece al término del castillo de Rupià, y se comprometen a cumplir los deberes derivados de este hecho. El 4 de mayo de 1353, el obispo de Gerona, de acuerdo con la petición de los prohombres de Rupià, manda que los hombres de Ultramort y Parlabá cooperen a construir el muro del castillo de Rupià.
En un documento del 7 de enero de 1385 dirigido al capitán del castillo de Rupiá, Ramón de Torroella, el obispo le ordena que dada la presencia de compañías en el Rosellón, haga recoger en el castillo a todos los habitantes, como es usanza de guerra. Semejante orden se dio a Llop de Llabià, capitán del castillo-palacio de la Bisbal. También se le ordenó informar sobre la posibilidad de fortificar las iglesias de Corsá, Ultramort y Parlabá.

## Arquitectura
De planta rectangular, construido en sillar a lo largo de los siglos XIV y XV. Las murallas del siglo XV debían rodear además del palacio, la iglesia de San Vicente y el núcleo primitivo del pueblo. En la planta noble hay una esbelta sala con arcos de diafragma. En las dos fachadas exteriores se destacan las ventanas góticas, una de las cuales es triforadas.
Muchas casas se han adosado a los muros. El portal de Abajo conserva el pasillo con bóveda, mientras que en el portal de Arriba se ven solo los arranques de la curvatura de bóvedas y arcos. Otros restos visibles pertenecen a una torre angular cuadrangular y una compleja estructura defensiva integrada en buena parte en el interior de la masía de Can Vilà, del siglo XVII. Hay algunos restos de muros al norte y poniente, así como otros fragmentos considerables dentro de las casas. Actualmente es de propiedad municipal y fue arreglado los años treinta para servir de casa del ayuntamiento.